# Rosa biebersteiniana
Rosa biebersteiniana es una especie de planta del género Rosa, de la familia Rosaceae.

## Taxonomía
Rosa biebersteiniana fue descrita por Tratt. en 1823.

## Distribución
Se encuentra en el territorio de Transcaucasia.